# Província Costanera
La província Costanera de Kenya, al llarg de l'oceà Índic, és una de les vuit províncies de Kenya. Abasta l'oceà Índic, fins a la llenca costanera amb la capital de província (Mombasa). És habitada principalment per mijikendes i suahilis. La província cobreix una àrea de 83.603 km² i té una població de 2.487.264 habitants (cens 1999).
Altres ciutats importants a la llenca costanera inclouen Diani en el sud, i Malindi, Watamu i Lamu en el nord. Diani ara és també un centre turístic, amb els arbres de palmell i les platges sorrenques blanques com Mombasa.
Malindi és on Vasco da Gama va agafar el seu pilot per navegar amb els vents del monsó cap a l'Índia; Mambrui sembla ser el lloc on es va produir el contacte amb els xinesos durant l'època de l'emperador Yongle i les expedicions de Zheng He.
Watamu és parc nacional marí de la petita comunitat de la pesca d'Àfrica de l'est. El clima en aquesta província és tropical humit.